# Coupe UEFA 1985-1986
Navigation
Édition précédente Édition suivante
La Coupe UEFA 1985-1986 est la quinzième édition de la Coupe de l'UEFA, qui oppose les meilleurs clubs européens qualifiés grâce aux résultats de leur championnat national. Cette édition voit le tenant du titre, le Real Madrid s'imposer en finale contre le club  ouest-allemand du 1. FC Cologne. C'est la seconde Coupe UEFA pour le Real (et son septième trophée européen) alors que Cologne atteint sa première finale européenne, après quatre échecs en demi-finale
Le Real Madrid réalise comme lors de l'édition précédente un parcours ponctué de plusieurs retournements de situation. En huitièmes de finale, battu largement par le Borussia Mönchengladbach sur le score de cinq buts à un, les Merengues s'imposent 4-0 au stade Santiago-Bernabéu pour valider son billet pour les quarts de finale. En demi-finale, pour ce qui s'annonce comme une redite de l'affiche de la saison précédente contre l'Inter Milan, le Real s'incline une nouvelle fois en Italie 3-1 avant de renverser la situation, après prolongations, en s'imposant 5 buts à 1.
L'attaquant du FC Cologne Klaus Allofs se voit décerner le titre honorifique de meilleur buteur de la compétition avec un total de neuf buts.
L'Albanie engage un représentant cette année, après trois éditions d'absence, avec une certaine réussite puisque le FK Dinamo Tirana réussit à passer un tour en éliminant la formation maltaise de Hamrun Spartans. Du fait de la suspension de cinq ans des équipes anglaises des Coupes d'Europe, à la suite du drame du Heysel, les quatre places qui leur étaient attribuées sont redistribuées à l'Italie, au Portugal, aux Pays-Bas et à la Grèce. 

## Trente-deuxièmes de finale
| Équipe 1                 | Résultat       | Équipe 2                 | Aller | Retour   |
| ------------------------ | -------------- | ------------------------ | ----- | -------- |
| 1. FC Cologne            | 2 - 1          | Sporting de Gijón        | 0 - 0 | 2 - 1    |
| AEK Athènes              | 1 - 5          | Real MadridT             | 1 - 0 | 0 - 5    |
| AJ Auxerre               | 3 - 4          | Milan AC                 | 3 - 1 | 0 - 3    |
| APOEL Nicosie            | 4 - 6          | Lokomotiv Sofia          | 2 - 2 | 2 - 4 ap |
| Athletic Bilbao          | 5 - 1          | Beşiktaş JK              | 4 - 1 | 1 - 0    |
| Boavista FC              | 5 - 6          | Club Bruges KV           | 4 - 3 | 1 - 3    |
| Bohemian FC              | 4 - 7          | Dundee United            | 2 - 5 | 2 - 2    |
| Borussia Mönchengladbach | 3 - 1          | Lech Poznań              | 1 - 1 | 2 - 0    |
| Coleraine FC             | 1 - 6          | 1. FC Lokomotive Leipzig | 1 - 1 | 0 - 5    |
| Dinamo Bucarest          | 2 - 2e         | FK Vardar Skopje         | 2 - 1 | 0 - 1    |
| Avenir Beggen            | 0 - 6          | PSV Eindhoven            | 0 - 2 | 0 - 4    |
| Tchornomorets Odessa     | 4e- 4          | Werder Brême             | 2 - 1 | 2 - 3    |
| Wismut Aue               | 2 - 5          | FK Dnipro Dnipropetrovsk | 1 - 3 | 1 - 2    |
| FK Spartak Moscou        | 4 - 1          | TPS Turku                | 1 - 0 | 3 - 1    |
| Győri ETO FC             | 4 - 5          | Bohemians 1905           | 3 - 1 | 1 - 4 ap |
| HNK Hajduk Split         | 7 - 3          | FC Metz                  | 5 - 1 | 2 - 2    |
| Inter Milan              | 5 - 1          | FC Saint-Gall            | 5 - 1 | 0 - 0    |
| KSV Waregem              | 6 - 2          | AGF Aarhus               | 5 - 2 | 1 - 0    |
| FK Dinamo Tirana         | 1 - 0          | Hamrun Spartans          | 1 - 0 | 0 - 0    |
| Linz ASK                 | 3 - 0          | Baník Ostrava            | 2 - 0 | 1 - 0    |
| Legia Varsovie           | 4 - 1          | Viking FK                | 3 - 0 | 1 - 1    |
| Neuchâtel Xamax          | 7 - 4          | Sportul Studenţesc       | 3 - 0 | 4 - 4    |
| Pirin Blagoevgrad        | 1 - 7          | Hammarby IF              | 1 - 3 | 0 - 4    |
| Portimonense SC          | 1 - 4          | FK Partizan Belgrade     | 1 - 0 | 0 - 4    |
| Royal FC Liégeois        | 4 - 1          | FC Wacker Innsbruck      | 1 - 0 | 3 - 1    |
| Rangers FC               | 1 - 2          | Club Atlético Osasuna    | 1 - 0 | 0 - 2    |
| Slavia Prague            | 1 - 3          | Saint Mirren FC          | 1 - 0 | 0 - 3 ap |
| Sparta Rotterdam         | 2 - 2 (4-3tab) | Hambourg SV              | 2 - 0 | 0 - 2    |
| Sporting Portugal        | 4 - 3          | Feyenoord Rotterdam      | 3 - 1 | 1 - 2    |
| Torino FC                | 3 - 2          | Panathinaïkos            | 2 - 1 | 1 - 1    |
| Valur Reykjavik          | 2 - 4          | FC Nantes                | 2 - 1 | 0 - 3    |
| Videoton SC              | 3e- 3          | Malmö FF                 | 1 - 0 | 2 - 3    |

## Seizièmes de finale
| Équipe 1             | Résultat | Équipe 2                 | Aller | Retour |
| -------------------- | -------- | ------------------------ | ----- | ------ |
| 1. FC Cologne        | 8 - 2    | Bohemians 1905           | 4 - 0 | 4 - 2  |
| Milan AC             | 3e- 3    | 1. FC Lokomotive Leipzig | 2 - 0 | 1 - 3  |
| Dundee United        | 3 - 1    | FK Vardar Skopje         | 2 - 0 | 1 - 1  |
| FK Spartak Moscou    | 4 - 1    | Club Bruges KV           | 1 - 0 | 3 - 1  |
| FK Partizan Belgrade | 1 - 5    | FC Nantes                | 1 - 1 | 0 - 4  |
| Hammarby IF          | 5 - 4    | Saint Mirren FC          | 3 - 3 | 2 - 1  |
| KSV Waregem          | 3 - 2    | Club Atlético Osasuna    | 2 - 0 | 1 - 2  |
| FK Dinamo Tirana     | 0 - 1    | Sporting Portugal        | 0 - 0 | 0 - 1  |
| Linz ASK             | 1 - 4    | Inter Milan              | 1 - 0 | 0 - 4  |
| Lokomotiv Sofia      | 1 - 1e   | Neuchâtel Xamax          | 1 - 1 | 0 - 0  |
| PSV Eindhoven        | 2 - 3    | FK Dnipro Dnipropetrovsk | 2 - 2 | 0 - 1  |
| Royal FC Liégeois    | 1 - 4    | Athletic Bilbao          | 0 - 1 | 1 - 3  |
| Real MadridT         | 2 - 1    | Tchornomorets Odessa     | 2 - 1 | 0 - 0  |
| Sparta Rotterdam     | 2 - 6    | Borussia Mönchengladbach | 1 - 1 | 1 - 5  |
| Torino FC            | 2 - 4    | HNK Hajduk Split         | 1 - 1 | 1 - 3  |
| Videoton SC          | 1 - 2    | Legia Varsovie           | 0 - 1 | 1 - 1  |

## Huitièmes de finale
| Équipe 1                 | Résultat | Équipe 2          | Aller | Retour |
| ------------------------ | -------- | ----------------- | ----- | ------ |
| Athletic Bilbao          | 2 - 4    | Sporting Portugal | 2 - 1 | 0 - 3  |
| Borussia Mönchengladbach | 5 - 5e   | Real MadridT      | 5 - 1 | 0 - 4  |
| Dundee United            | 3 - 4    | Neuchâtel Xamax   | 2 - 1 | 1 - 3  |
| FK Dnipro Dnipropetrovsk | 0 - 3    | HNK Hajduk Split  | 0 - 1 | 0 - 2  |
| FK Spartak Moscou        | 1 - 2    | FC Nantes         | 0 - 1 | 1 - 1  |
| Hammarby IF              | 3 - 4    | 1. FC Cologne     | 2 - 1 | 1 - 3  |
| Inter Milan              | 1 - 0    | Legia Varsovie    | 0 - 0 | 1 - 0  |
| KSV Waregem              | 3 - 2    | Milan AC          | 1 - 1 | 2 - 1  |

## Quarts de finale
| Équipe 1          | Résultat       | Équipe 2        | Aller | Retour |
| ----------------- | -------------- | --------------- | ----- | ------ |
| HNK Hajduk Split  | 1 - 1 (4-5tab) | KSV Waregem     | 1 - 0 | 0 - 1  |
| Inter Milan       | 6 - 3          | FC Nantes       | 3 - 0 | 3 - 3  |
| Real MadridT      | 3 - 2          | Neuchâtel Xamax | 3 - 0 | 0 - 2  |
| Sporting Portugal | 1 - 3          | 1. FC Cologne   | 1 - 1 | 0 - 2  |

## Demi-finales
| Équipe 1      | Résultat | Équipe 2     | Aller | Retour   |
| ------------- | -------- | ------------ | ----- | -------- |
| 1. FC Cologne | 7 - 3    | KSV Waregem  | 4 - 0 | 3 - 3    |
| Inter Milan   | 4 - 6    | Real MadridT | 3 - 1 | 1 - 5 ap |

## Finale
| Équipe 1     | Résultat | Équipe 2      | Aller | Retour |
| ------------ | -------- | ------------- | ----- | ------ |
| Real MadridT | 5 - 3    | 1. FC Cologne | 5 - 1 | 0 - 2  |